# Cormeilles (Eure)
Cormeilles é uma comuna francesa na região administrativa da Normandia, no departamento de Eure. Estende-se por uma área de 3,05 km². Em 2010 a comuna tinha 1 185 habitantes (densidade: 388,5 hab./km²).